# 672 Astarte
672 Astarte este un asteroid din centura principală, descoperit pe 21 septembrie 1908, de August Kopff.